# Moisés Hernández
Moisés Hernández est un footballeur international guatémaltèque né le 5 mars 1992 à Dallas aux États-Unis. Il évolue au poste d'arrière gauche au Miami FC en USL Championship.

## Biographie

### En club
Le 30 juillet 2010, Moisés Hernández signe un contrat Homegrown Player de MLS avec son club formateur le FC Dallas. Deux ans plus tard, et alors qu'il n'a disputé que trois matchs, Hernandez est prêté au Guatemala avec le CSD Cominicaciones.

### En sélection
Après avoir joué avec les moins de 20 ans américains, Moisés Hernández est appelé pour la première fois avec le Guatemala le 23 mars 2015. Il honore sa première cap quatre jours plus tard contre le Canada (défaite 1-0).